# Urheimat afroasiática

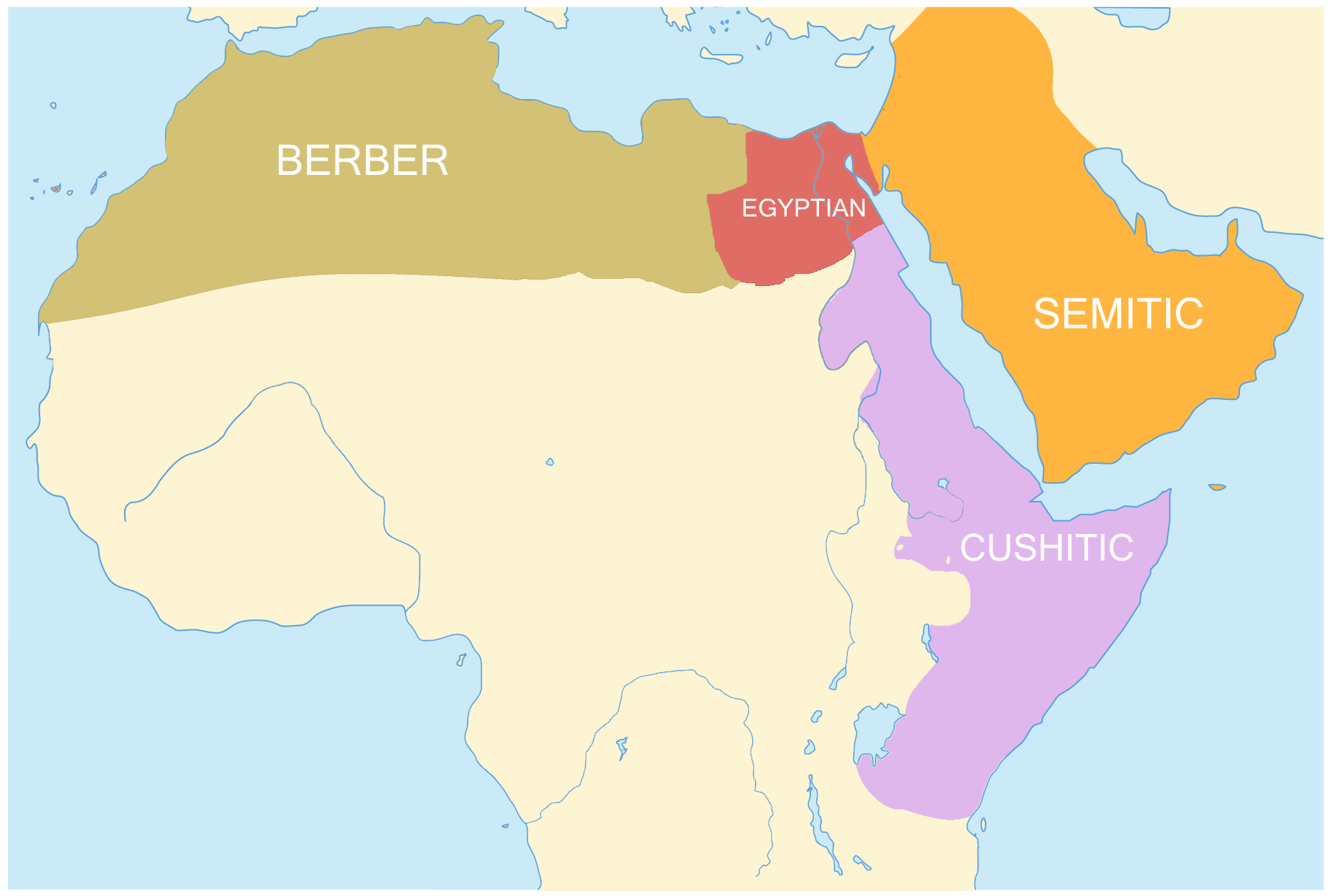
Línguas afroasiáticas ca. 500 AC, galhos omótico e chádico não mostrados

A Urheimat afroasiática é o lugar hipotético onde os falantes da língua proto-afroasiática viviam em uma única comunidade linguística, ou complexo de comunidades, antes de esta língua original dispersar geograficamente e dividir-se em línguas distintas separadas. Esta área de fala é conhecida como a Urheimat ("terra natal original" em alemão). Línguas afro-asiáticas estão hoje distribuídas em partes de África e Ásia Ocidental.
As línguas afroasiáticas contemporâneas são faladas no Oriente Próximo, África do Norte, o Chifre da África, e partes do Sahara/Sahel. As várias hipóteses para a Urheimat afroasiática são distribuídas por todo este território; isto é, é geralmente assumido que o proto-afroasiático era falado em alguma região onde as línguas afroasiáticas ainda são faladas hoje. No entanto, há argumento sobre qual parte da área de fala afroasiática contemporânea corresponde à terra natal original.